# Costatoverruca floridana
Costatoverruca floridana is een zeepokkensoort uit de familie van de Verrucidae. De wetenschappelijke naam van de soort is voor het eerst geldig gepubliceerd in 1916 door Pilsbry.